# Іртишський мідеплавильний завод
Іртишський мідеплавильний завод – колишнє підприємство кольорової металургії на сході Казахстану. 
Роботи по спорудженню плавильного заводу в селищі Глибоке почала у другій половині 1920-х років компанія «Lena Goldfields Limited» (британська, але з акціонерами з числа колишніх російських бізнесменів, в яких вже один раз відібрали рудники), що узяла в концесію численні рудники від Уралу до Якутії. Завод був готовий в 1931 році, проте незадовго до того радянський уряд розірвав концесійну угоду. Одразу запустити плавильне виробництво не вдалось, і лише у 1938 (за іншими даними – 1937) Іртишський мідеплавильний завод вивели з консервації. Головним постачальником сировини – мідного концентрату – стало Зирянівське рудоуправління. Також Іртишський завод міг переробляти мідевмісні напівфабрикати цинкового виробництва та штейни, що надходили з Леніногорського поліметалічного комбінату та Чимкентського свинцевого заводу. 
В 1940-му Іртишський мідеплавильний випустив 6,6 тисяч тон чорнової міді, в 1941 році – 7,7 тисяч тон.
У 1945—1954 роках неподалік від Глибокого почали роботу Білоусівська та Березівська збагачувальні фабрики, які продукували мідний концентрат на основі однойменних колчедан-поліметалічних родовищ. Крім того, у воєнні роки в регіоні виник ще один постачальник мідевмісних продуктів плавильного виробництва – Усть-Каменогірський свинцевий завод. Вже у другій половині століттяв регіоні з’явились нові джерела сировини із запуском в 1977 та 1980 роках Жезкентського гірничо-збагачувального та Східно-Казахстанського мідно-хімічного комбінатів. Виробнича потужність підприємства Іртишського мідеплавильного заводу становила до 60 тисяч тон міді на рік.
В радянські часи завод належав Іртишському поліметалічному комбінату, в 1990-х побував під контролем кількох компаній і в 1999-му нарешті опинився в управлінні концерну «Казахмис». На той час завод не працював вже більше року, проте представники «Казахмис» змогли запустити виробництво чорнової міді, яку в подальшому відправляли на Балхаський мідеплавильний завод. Втім, вже у 2003 році Іртишський мідеплавильний завод закрили.